# Gottlieb Schläppi
Pour les articles homonymes, voir Schläppi.
Gottlieb Schläppi, né le 14 août 1928 à la Lenk (originaire du même lieu et de Berne) et mort le 4 mai 2023, est un haut fonctionnaire suisse. Il dirige le Contrôle fédéral des finances de 1981 à 1993.

## Biographie
Gottlieb Schläppi naît le 14 août 1928 à la Lenk, dans le canton de Berne. Il est originaire de la même commune et de celle de Berne. Son père, qui porte le même prénom que lui, est maître secondaire ; sa mère est née Fanny Allemann.
Il fait des études de droit à l'Université de Berne. Après sa licence, il décroche son brevet d'avocat en 1954. Il obtient dix ans plus tard un doctorat portant sur les caisses de pension publiques.
Il a le grade de colonel à l'armée.
Il épouse Irene Mollet, fille d'un artisan, en 1954.

### Parcours professionnel
Il travaille d'abord comme juriste pour l'Administration fédérale des finances de 1954 à 1973. Il est en le vice-directeur les deux dernières années. Il rejoint ensuite les PTT, à la division des finances, et y exerce la fonction de directeur en 1974 à 1980,.
En 1981, il est nommé directeur du Contrôle fédéral des finances, poste qu'il occupe du 1er octobre de la même année jusqu'à sa retraite en mars 1993,. Le rôle qu'il joue pendant ces années dans le financement de l'organisation secrète P-26 est critiqué à la suite de la publication d'un rapport de la Commission d'enquête parlementaire en 1990,,,.